# Skräppbo
Skräppbo är ett kulturreservat nordväst om Riddarhyttan i Skinnskattebergs kommun. Kulturreservatet i Skräppbo ingår i Ekomuseum Bergslagen.
I området har det troligen bedrivits järnframställning sedan 1400-talet och i området finns det spår i form av boplatser, hyttor, gruvhål och kolbottnar. Från Haraldsjön till sjön Lien bedrevs timmerflottning och intill Haraldsjön ligger kolartorpet Backens, vars historia kan följas från dess det började brukas under 1600-talet.
I kulturreservatet finns en teaterlokal i Skräppbo skola, vilken byggdes år 1910 för de barn som bodde i skogstorpen i närheten. I skolhuset bodde lärarinnan och en vaktmästare. Skolan drevs fram till mitten av 1930-talet. Under 1950- och 1960-talen inrymde Skräppbo skola en föreningslokal, blev därefter fritidshus och är sedan år 2005 teaterlokal.